# Sympiesomorpha brasiliensis
Sympiesomorpha brasiliensis is een vliesvleugelig insect uit de familie Eulophidae. De wetenschappelijke naam van het insect is voor het eerst geldig gepubliceerd in 1904 door Ashmead. De door hem beschreven insectensoort is endemisch in Brazilië.